# Аеропорт Бранденбург — Термінал 5 (станція)
52°23′29″ пн. ш. 13°30′46″ сх. д. / 52.3914° пн. ш. 13.5128° сх. д.
Аеропорт Бранденбург — Термінал 5 (нім. Bahnhof Flughafen BER – Terminal 5) — залізнична станція у Шенефельді поруч з колишнім аеропортом Берлін-Шенефельд, що тепер перейменований на термінал 5 аеропорту Берлін-Бранденбург, неподалік від Берліна. 
Станція знаходиться на залізниці Грюнау-Кросс – аеропорт Берлін-Бранденбург і обслуговується швидкісними лініями S-Bahn S9 і S45. 
З жовтня 2020 року станція більше не обслуговується регіональними потягами.

## Історія

### Аеропорт Шенефельд
Залізничну станцію Берлін-Шенефельд був побудований за 150 днів і відкритий для громадськості 10 липня 1951 року як частина Берлінського зовнішнього кільця. 
26 лютого 1962 року була додана додаткова платформа, і Шенефельд був підключений до Берлінського S-Bahn.

### BER
25 жовтня 2020 року станцію було перейменовано на «Аеропорт Бранденбург — Термінал 5» 
, 
через перетворення аеропорту Шенефельд у термінал аеропорту Берлін-Бранденбург. 
За кілька днів усі поїзди, окрім S-Bahn, стали курсувати до нового терміналу 1.

### Послуги міжміського сполучення
З травня по жовтень 2020 року Intercity 17 (Дрезден-Берлін-Росток/Варнемюнде) зупинявся у Шенефельді. 

З моменту відкриття BER він замість цього зупиняється на станції Аеропорт Бранденбург — Термінал 1-2. 

## Послуги
Станція обслуговує потяги:
- Berlin S-Bahn S45: Аеропорт Бранденбург — Термінал 1–2 — Аеропорт Бранденбург — Термінал 5 – – Шеневайде – Нойкелльн – Зюдкройц
- Berlin S-Bahn S9: Шпандау – Весткройц – Берлін-Головний – Александерплац – Остбангоф – Шеневайде – Аеропорт Бранденбург — Термінал 5 – Аеропорт Бранденбург — Термінал 1–2